# Paul Kilian
Pour les articles homonymes, voir Kilian.
Paul Kilian, né le 20 juillet 1687 à Nuremberg et mort en 1718 à Breslau (aujourd'hui Wrocław en Pologne), est un graveur allemand.

## Biographie
Né le 20 juillet 1687 à Nuremberg, Paul Kilian est le plus jeune fils de Wolfgang Philipp Kilian. Il travaille à Augsbourg, Nuremberg, Vienne et Breslau.
Paul Kilian meurt en 1718 à Breslau.